# Shikitei Sanba
Shikitei Sanba (式亭三馬?) (1776-1822) fue un escritor cómico japonés del periodo Edo. 
Según la costumbre japonesa, su apellido familiar es Shikitei, su nombre propio Samba. Su título más famoso es Ukiyoburo (浮世風呂?), una novela escrita entre 1809 y 1813 que describe las conversaciones y costumbres durante un día en un baño público. Pertenece al género del kokkeibon, del que es una de las obras maestras. El libro fue ilustrado por Utagawa Kuninao y Kitao Shigemasa (acreditado como Kitagawa Yoshimaru). El texto está compuesto de cuatro partes en nueve volúmenes:
- Parte 1: "Baño de hombres", publicado en 1809
- Parte 2: "Baño de mujeres", publicado en 1810
- Parte 3: "Omisiones del baño de mujeres", publicado en 1812
- Parte 4: "Continuación del baño de hombres", publicado en 1813.

Aunque hay advertencias que señalan la continuación de la obra para tres partes más, nunca fueron escritas.

## Obras más importantes
- Ukiyoburo
- Ukiyodoko